# 문화 융합
문화 융합(文化融合)은 문화 접변의 결과 중 하나이다. 토착화라고도 부를 수 있으며, 새로운 문화 요소(A)가 전파되어 기존의 문화 요소(B)와 만나 두 문화의 요소가 합쳐진 새로운 문화(C)를 생성하는 것이다. 쉽게 말하자면 서로 다른 두문화가 합쳐져 기존의 두 문화 요소와는 다른 제 3의 문화가 형성된 것 이라고 볼 수 있다. 문화 융합은 원래 존재하던 문화 속에 새로운 문화 요소를 반영한 것이기 때문에 문화의 다양성에 기여하며 두 문화가 공존한다 